# Черненко, Иван Владимирович
Иван Владимирович Черненко — советский хозяйственный, государственный и политический деятель, Герой Социалистического Труда.

## Биография
Родился в 1923 году в селе Ульяновка. Член КПСС.
Участник Великой Отечественной войны, повар батальона 105-го гвардейского стрелкового полка. С 1945 года — на хозяйственной, общественной и политической работе. В 1945—1983 гг. — секретарь Ульяновского районного комитета ЛКСМ Украины, инструктор Ульяновского районного комитета КП Украины, председатель колхоза имени Сталина Ульяновского района, председатель колхоза «Заря коммунизма» Белопольского района Сумской области Украинской ССР.
Указом Президиума Верховного Совета СССР от 26 февраля 1958 года присвоено звание Героя Социалистического Труда с вручением ордена Ленина и золотой медали «Серп и Молот».
Умер в селе Вира в 1997 году.